# Villa Charlotte (Luzarches)
La Villa Charlotte, du nom de la fille du prince Louis II de Monaco, la princesse Charlotte de Monaco, est une villa à Luzarches, dans la région parisienne, construite en 1902-1903 par l’architecte Marie-Léon Destors sur réquisition du gouvernement pour Louis II de Monaco. 
Elle a été la résidence de Jacques Foccart, secrétaire général de l'Élysée aux Affaires africaines et malgaches de 1960 à 1974. Très proche du Général De Gaulle, ce dernier y séjourna souvent, pour recevoir les chefs d’états africains et à la fin de sa vie pour y écrire ses mémoires.  
Sa troisième habitante Monique, dit Mick Piana Borci, ancienne cadre dirigeante de l’UNEDIC ASSEDIC, et présidente de structures d’insertion par l’activité économique, a été décorée Chevalier de la Légion d'honneur par décret du 21 mars 2008 pour son parcours exemplaire en matière d'emploi, de chômage et de réinsertion. En 2017, elle initie la création de la première Fondation reconnue d’utilité publique sur le Travail de demain. Le site officiel de la Villa Charlotte est https://villa-charlotte-luzarches.fr/